# Il mio universo
Il mio universo è il terzo album di Giusy Ferreri, pubblicato il 16 febbraio 2011 per la casa discografica Sony Music.
L'album è stato promosso dal singolo Il mare immenso, presentato in gara al Festival di Sanremo 2011. Il secondo singolo è stato Piccoli dettagli, dal 29 aprile 2011 nelle radio, a cui è seguito Noi brave ragazze, in rotazione radiofonica dal 7 ottobre 2011.

## Descrizione
Pubblicato a circa 15 mesi di distanza dall'album di cover Fotografie, Il mio universo viene descritto da Giusy Ferreri come il primo album in grado di rappresentarla pienamente. In un'intervista rilasciata all'inizio di febbraio 2011 alla rivista Vanity Fair, la cantautrice si è infatti definita «una cantante rock che ha appena fatto un disco rock», e ha inoltre aggiunto: «Ho lavorato con quattro produttori, ho scritto testi e musiche, ho cantato tirando fuori la mia natura cupa e un po' aggressiva».
All'interno del disco sono contenuti cinque brani firmati da Giusy Ferreri. Tra questi, i due pezzi Pareti tacere e Linguaggio immaginario vengono ripresi dal repertorio della cantautrice risalente al periodo che ha preceduto la sua partecipazione ad X Factor ed il conseguente raggiungimento della notorietà. Le restanti tracce vedono le firme di autori diversi, tra i quali Bungaro, Enrico Ruggeri, Luigi Schiavone, il leader dei Baustelle Francesco Bianconi, Roberto Casalino (già autore di brani come Novembre), Rudy Marra, Massimiliano Zanotti dei Deasonika, Gennaro Cosmo Parlato e la cantautrice Ania.

## La copertina
Il disco segna un cambiamento di immagine della cantante, che si presenta più forte ed aggressiva, in linea con gli arrangiamenti più "black" e rock rispetto a quelli dei suoi precedenti album. A sottolineare tale cambiamento è anche l'immagine di copertina, realizzata dal fotografo Alessandro Gerini, che ritrae Giusy Ferreri mentre urla con il viso rivolto verso l'alto.
Secondo quanto dichiarato dalla stessa Giusy Ferreri in un'intervista rilasciata al quotidiano Il Secolo XIX, il nuovo look, fatto di abiti attillati, ricchi di pelle e pizzi, è legato alla sua volontà di apparire un «po' gotica e un po' burlesque», conservando comunque un atteggiamento ironico.

## Tracce
Edizione standard
1. Il mare immenso – 3:45 (Giusy Ferreri, Bungaro, Max Calò)
2. Déjà-vu – 3:55 (Luigi Schiavone, Enrico Ruggeri)
3. Piccoli dettagli – 4:17 (Rudy Marra)
4. Hai scelto me – 3:31 (Roberto Casalino)
5. Noi brave ragazze – 4:09 (Rudy Marra)
6. Il mio universo – 4:21 (Massimiliano Zanotti)
7. Rossi papaveri – 3:34 (Michele Canova Iorfida, Giusy Ferreri)
8. Il mio comandamento – 3:03 (Ania Cecilia, Luca Rustici)
9. Rosita – 3:39 (Francesco Bianconi, Tjeerd Bohmof, Luca Chiaravalli)
10. Pareti tacere – 3:54 (Giusy Ferreri)
11. Respiro – 3:17 (Gennaro Cosmo Parlato, A. Castelli)
12. Niente promesse – 4:27 (Giusy Ferreri)
13. Linguaggio immaginario – 4:08 (Giusy Ferreri, Maurizio Parafioriti)

Durata totale: 50:00
Traccia bonus (iTunes)
1. Il cielo in una stanza – 3:25 (Gino Paoli)

## Formazione
- Giusy Ferreri – voce
- Simone Bertolotti – tastiera, pianoforte, programmazione, glockenspiel, organo Hammond
- Luca Rustici – tastiera, programmazione, chitarra
- Corrado Rustici –  tastiera, chitarra, programmazione ritmica
- Emiliano Alborghetti – tastiera
- Frank Martin – pianoforte
- Floriano Bocchino – pianoforte, Fender Rhodes
- Luca Chiaravalli – mellotron
- Marco Trentacoste – sintetizzatore, chitarra elettrica
- Elvezio Fortunato – chitarra acustica, chitarra elettrica
- Stefano Brandoni – chitarra acustica, chitarra elettrica
- Giacomo Ruggeri – chitarra acustica, chitarra elettrica, cori
- Kaveh Rastegar – basso
- Andrea Torresani – basso
- Andrea Polidori – batteria
- Michael Urbano – batteria
- Edoardo De Angelis – violino
- Marco Ferretti – violino
- Gianmaria Bellisario – violino
- Bruno Tripoli – violino
- Sarah Cross – violino
- Nicolay von Dellingshausen – violino
- Michelangelo Cagnetta – violino
- Elisa Poletto – violino
- Alizoti Keler – violino
- Augusto Parma – violino
- Ambra Cusanna – violino
- Alejandro Pradenas – violoncello
- Antonio Visioli – violoncello
- Alexander Zumbroskiy – violoncello
- Tommaso Ruggeri, Andrea Bonomo, Lorenzo Biagiarelli – cori

## Il mio universo tour
Il calendario del live "Il Mio Universo" Tour 2011:
- 5 aprile - Crema, Teatro San Domenico (DATA ZERO)
- 7 aprile - Roma, Auditorium Parco Della Musica
- 8 aprile - Firenze, Saschall
- 19 aprile - Bologna, Teatro Delle Celebrazioni
- 21 aprile - Milano, Teatro Nuovo
- 24 aprile - Bellaria, Piazza Matteotti
- 9 maggio - Ottaviano, Piazza del municipio
- 13 maggio - Nova Gorica (Slovenia), Casinò Perla
- 24 maggio - Milano, Kia Convention
- 5 giugno - Palermo, Motor Show
- 11 giugno - Alessandria, Piazza della Libertà
- 16 giugno - Rende (CS), Centro commerciale Metropolis
- 19 giugno - Grugliasco (TO), Arena "GruVillage"
- 1º luglio - Cesenatico
- 2 luglio - Montelepre (PA)
- 6 luglio - Lugano, Piazza Riforma(Svizzera)
- 23 luglio - Barberino del Mugello (FI), Barberino Designer Outlet
- 29 luglio - Marcianise, La Reggia Designer Outlet (ANNULLATO)
- 13 agosto - Cassino, Gli Archi Village
- 15 agosto - Montalto Uffugo, Piazza di Settimo
- 18 agosto - Forte dei Marmi (LU), "La Capannina di Franceschi"
- 20 agosto - Bosa (OR), Località "Campu 'e Mare"
- 3 settembre - Boville Ernica, Loc. San Lucio
- 9 settembre - Piazza di Cerignola (FG)
- 10 settembre - San Giovanni Rotondo (FG) Parco Del Papa

## Classifiche
Il mio universo ha debuttato al 13º posto nella classifica ufficiale italiana ed è poi salito, la settimana seguente, all'11º posto; segnando la sua massima posizione raggiunta. La settimana successiva, l'album è sceso alla 18ª posizione, resistendo per sole tre settimane tra i venti album più venduti in Italia.
| Classifica (2011) | Posizione massima |
| ----------------- | ----------------- |
| Italia            | 11                |
| Svizzera          | 98                |

### Classifiche di fine anno
| Anno | Paese  | Posizione |
| ---- | ------ | --------- |
| 2011 | Italia | 83        |